# Ahmed Barzani
El xeic Ahmed Barzani (kurd: ئه‌حمه‌د موحه‌ممه‌د بارزانی), de malnom Khudan (kurd: خودان), fou el cap de la tribu kurda dels barzanis al Kurdistan. El xeic Ahmed és considerat com l'arquitecte de Barzan, portant moltes tribus kurdes sota el seu comandament. Junt amb el seu germà més jove Mustafà Barzani, lluitaren contra l'opressió del govern àrab iraquià els anys 1920 i el 1930. Els ensenyaments del xeic Ahmed d'amor, patriotisme, tolerància, respecte, igualtat, el compartir la riquesa, adquirir coneixements, reforma social i protecció ambiental no tenien precedents durant el seu temps a Kurdistan ni a la regió de l'Orient Mitjà. Barzan va agafar auge durant el seu temps.

## Rebel·lions dels Barzani

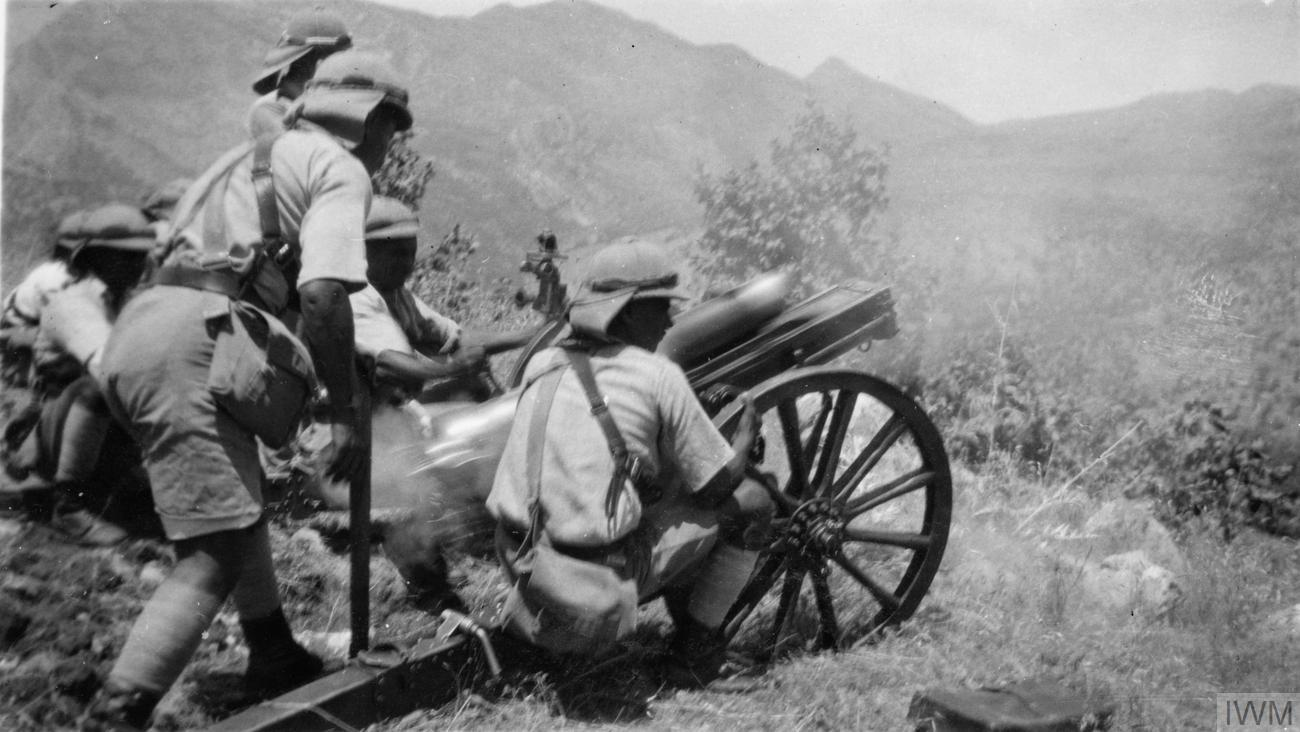
Canó de muntanya d'una columna iraquiana bombardejant Shirwan-A-Mazin des d'un turó a Kani-Ling, durant la revolta dels Barzani, juny de 1932

La primera revolta dels Barzani es va produir el 1931 sota el xeic Ahmed Barzani, un dels líders kurds més prominents al Kurdistan, i reeixia en derrotar un cert nombre de tribus kurdes.
Aviat va haver de fugir al Kurdistan on fou mantingut en detenció i després enviat a l'Iraq on va restar a l'exili. Encapçalava la revolució més gran dels barzanis de 1931 a 1937 i es guanyava el respecte de molts generals de l'exèrcit iraquià que lluitant contra ell, com el general Abdul-Jabar Barzanji, comandant de l'Exèrcit Iraquià a la regió de Barzan.
El xeic fou el centre del conflicte amb el Regne Unit, Irak i Turquia. Era molt popular entre els moviments kurds al nord dirigits pel Khoyboun (la rebel·lió de l'Ararat). Rebia molts kurds que buscant santuari a Barzan, incloent-hi Kor Hussein Pasha. El setembre de 1930, un agregat militar turc a Bagdad explicava al primer ministre de l'Iraq Nuri al-Said, que "les operacions militars turques a l'Ararat tenien molt d'èxit; l'exèrcit realitzaria operacions similars a l'oest del llac Van i esperava que aquestes operacions acabarien aviat. L'exèrcit turc es mobilitzaria al llarg de la frontera de Turquia amb l'Iraq si l'exèrcit iraquià actuava contra el xeic Barzan. De fet, İsmet İnönü es queixava a Ankara a Nuri al-Said que el xeic Ahmed estava donant suport a la insurrecció a l'Ararat.

## Creences Religioses
L'orientació religiosa de Sheikh Ahmed Barzani s'ha discutit i és confusa.
Tot i que era un clergue sufita Nakshabandi cèlebre i respectat i el líder espiritual, Barzani es tornava sospitós per albergar excentricitats religioses considerades extremes molt inusuals per a un clergue islàmic de la seva importància. Celebrava un culte religiós que no tenia res a veure amb creences nakshabandites. El 1927, quan Barzan havia quedat sota control administratiu, un del seu mullahs, Mullah Abd al-Rahman, començava a proclamar que xeic Ahmed era Déu i ell mateix el seu profeta. A més convidava els seguidors del xeic Ahmed a abandonar l'alquibla de La Meca. Mullah Abd al-Rahman fou finalment mort pel germà del xeic Ahmed, Muhammad Sadik, per intentar substituir el nom del xeic Ahmed i el seu propi en la crida a l'oració (khutba).
Aproximadament deu setmanes més tard, la tribu Balik anunciava que reconeixia al xeic Ahmad com una divinitat. El 1931, l'excentricitat religiosa del xeic Ahmad conduïa a guerra amb un vell rival Nakshabandi, el xeic Rashid de Lolan, líder dels kurds Baradust. Les creences amb l'islam Nakshabandi i el foment de la destrucció de còpies de l'alcorà van enfurismar al xeic Rashid, oposat a aquesta forma d'incredulitat aparent, i va ordenar al seu clan que ataqués pobles dels barzanis el juliol. El subsegüent cicle viciós d'atacs i contraatacs finalment culminava en novembre amb la derrota dels kurds baradust, l'espoliació dels seus pobles i l'exili del xeic Rashid a l'Iran.

## Protecció Ambiental
El xeic Ahmed fou el primer kurd ecologista i conservacionista conegut. Intentava posar en vigor certa regulació per mantenir un ambient net. Prohibia, entre altres coses:
- Tallar arbres, especialment els que proporcionaven ombres i evitaven l'erosió
- Recollir mel
- Matar les serps no verinoses
- Pescar amb dinamita i altres explosius
- Caçar durant l'estació de cria[4]

## Llegat d'Ahmed
El sheikh Ahmed rebutjava el sistema tradicional que mantenia el lideratge dins de la mateixa família. Emfasitzava que el lideratge l'havia de tenir la persona més qualificada per la feina. Sempre condemnava la corrupció que estava començant a entrar dins del moviment kurd i era altament crític al fet d'ignorar les masses oprimides que eren les víctimes del fracàs del moviment.
Barzani moria el 1969.